# ليغو العالم الجوراسي
ليغو العصر الجوراسي (بالإنجليزية: Lego Jurassic World)‏ هي لعبة فيديو أكشن-مغامرات تم إنتاجها في سنة 2015 وهي مطورة من شركة تي تي فيوشن البريطانية، ومنشورة بواسطة وارنر برذرز إنترآكتيف إنترتيمنت الأمريكية، وأطلقت على مايكروسوفت ويندوز ونينتندو 3دي إس وأو إس 10 وبلاي ستيشن 3 وبلاي ستيشن 4 وبلاي ستيشن فيتا ووي يو وإكس بوكس 360 وإكس بوكس، قصة اللعبة تدور عن سلسلة أفلام العالم الجوراسي وقد تم إطلاق اللعبة في 12 يونيو 2015.

## روابط خارجية
- ليغو العالم الجوراسي على موقع IMDb (الإنجليزية)